# Vladimir Tescanu
Vladimir Tescanu (n. 2 aprilie 1952, Tescani, județul Bacău) este pseudonimul literar al lui Viorel Buruiană. Este romancier, traducător, profesor. A absolvit Liceul Petru Rareș din Piatra Neamț, promoția 1971, apoi Facultatea de Litere a Universității București, promoția 1975, unde a frecventat Cercul de Critică Literară (condus de Eugen Simion), Cenaclul Junimea (îndrumat de Ovid S. Crohmălniceanu). Actualmente este profesor de limba franceză în Piatra Neamț. 
Își face debutul literar în revista Ateneu (1985) cu proza Secția. Debutul editorial îl marchează cu romanul Palimpsest, publicat la Editura Cartea Românească, în 1988. A avut frecvente colaborări la Revistele: Ateneu, Suplimentul literar-artistic al Scînteii Tineretului, Antiteze, Asachi, Acțiunea, cu proză, articole, eseuri, traduceri (din Aldous Huxley, Norman Mailer, William Styron). A tradus Dincoace de paradis - This Side of Paradise, de F. Scott Fitzgerald, în 1995, pentru care a primit premiul municipalității Piatra Neamț.
Negru și roz (2 volume), "un roman tratând fenomenologia fricii, impunând definitiv un prozator autentic, stăpân pe expresivitatea psihologică a personajelor" (Cristian Livescu), a apărut în 1997, la Editura Noema, fondată de autor. 
Este membru al ASPRO (Asociația Scriitorilor Profesioniști din România) și al Societății Scriitorilor din județul Neamț. 